# Ciosny-Kolonia
Pour l’article homonyme, voir Ciosny.
Ciosny-Kolonia est une localité polonaise de la gmina et du powiat de Zgierz en voïvodie de Łódź.